# Юрще
Юрще (словен. Juršče) — поселення в общині Півка, Регіон Нотрансько-крашка, Словенія. Висота над рівнем моря: 706,6 м.